# Dehidrogenaza
Dehidrogenaza je encim, ki oksidira substrat s prenosom enega ali več protonov ter dvojice elektronov na akceptor - po navadi na NAD ali NADPH ali flavinske koencime, kot sta FAD ali FMN.
Primeri dehidrogenaz v Krebsovem ciklu so: 
- piruvat dehidrogenaza
- izocitrat dehidrogenaza
- α-ketoglutarat dehitrogenaza